# Wendentaler

Stemma di Stralsund.

Il Wendentaler è stata una moneta coniata dal 1541 a  Luneburgo che mostrava sei scudi con lo stemma delle città dei Wendi.
Da un lato della moneta sono raffigurate le armi di Rostock, Wismar e Stralsund e la scritta MONET(a) CIVITAT(um) WANDAL(icarum).
Dall'altro lato sono presenti le armi di  Amburgo, Lubecca e Luneburgo e la scritta: „STAT(utus) DVA(rum) MARCAR(um) LVBIC(e)N(sis)“. 
Il valore era di 2 marchi di Luneburgo = 28,70 g.  

## Storia
Questa monetazione di città dell'Hansa fu continuata fino 1550 all'interno della Wendischer Münzverein, unione monetaria delle città "wendiche". Dopo questa data la coniazione dei talleri non fu continuata. Invece rimase la coniazione del marco nell'area del Mare del Nord fino al XVII secolo, come unità di misura dal valore di 16 Schilling.
Nel 1975 c'è stata un'emissione speciale di una medaglia d'argento che ripropone il Wendentaler con gli stemmi di Lubecca, Amburgo e Luneburgo da una parte e di Wismar, Rostock e Stralsund dall'altra.